# Fadhma N'Soumer
Pour plus de détails, voir Fiche technique et Distribution.
Fadhma N'Soumer est un film algérien réalisé par Belkacem Hadjadj et sorti en 2014,.

## Synopsis
Le film raconte la vie d'une des grandes figures historiques de la résistance algérienne à la colonisation française Lalla Fatma N'Soumer.

## Fiche technique
- Titre original : Burnous embrasé
- Titre français : Fadhma N'Soumer
- Réalisation :Belkacem Hadjadj
- Scénario : Belkacem Hadjadj et Marcel Beaulieu
- Directeur de Production : Mat Troi Day
- Compositeur :
- Ingénieur de son : Phillipe Grivel et Dominique Vieillard
- Montage : Isabele Devinck
- Montage son :
- Mixage :
- Chef opérateur : Yorgos Arvanitis
- Production : Production Machaho
- Pays d'origine : Algérie
- Langue : Kabyle
- Genre : Drame, historique et guerre
- Durée : 116 minutes
- Dates de sortie : 16 octobre 2014

## Distribution
- Laëtitia Eïdo : Lalla Fadhma N'Soumer
- Assaad Bouab : Boubaghla
- Melha Bossard : Ninouche
- Melha Maameri
- Dahmane Aidrous : L'aîné des Chefs
- Ali Amran : Azar
- Farid Amroun : Tayeb
- Marcel Beaulieu : Général Yusuf
- Said Bensalma : Hadj Amar
- Dominique Bettenfeld : Mac Mahon
- Jean-Claude Caron : Randon
- Farid Cherchari : Tahar
- Djafer Chibani : Sidi Ahmed
- Laurent Gernigon : Fourchault
- Ahcene Kherrabi : Rabah
- Mbarek Menad : Moulay Brahim
- Fouad Trifi : Harki village
- Salem Usalas : Si el Djoudi
- Christophe Vandevelde : Beauprêtre